# Озама (крепость)
Озама (исп. Fortaleza Ozama) — каменная крепость в исторической части на берегу реки Осама в Санто-Доминго в Доминиканской республике. Решением ЮНЕСКО крепость признана старейшим военно-фортификационным сооружением, построенным европейцами в Америке. Озама возведена между 1502—1508 годами испанскими конкистадорами. Местные жители обычно называют крепость «Ла Форталеза». Озама вместе с другими историческими памятниками колониального города объявлена ЮНЕСКО частью всемирного наследия, .

## История

### Ранний период

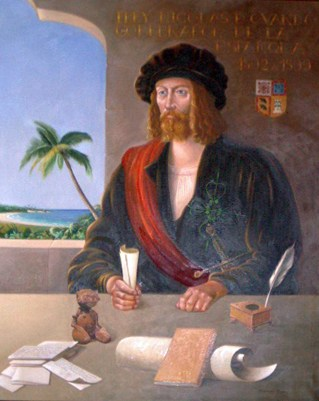
Губернатор острова Эспаньола (Гаити) Николас Овандо

Начало строительства крепости относят к 1502 году. Инициатором стал испанский губернатор острова Гаити (Эспаньола) и основатель Санто-Доминго Николас Овандо. Он лично выбрал место для будущего сооружения. Архитектором выступил Гомес Гарсиа де Варела.
Крепость в первую очередь проектировалась для охраны входа в порт Санто-Доминго и защиты города от нападения с моря. Главную опасность представляли нападения кораблей Англии, Франции и Голландии, а также пиратов.
Главным материалом для строительства были коралловые камни, добытые в море. Основные работы выполняли чёрные рабы представители коренных племён таино. В первую очередь была возведена Башня Посвящения (исп. Torre del Homenaje), которая стала центром комплекса и своеобразной цитаделью. До конца XVI веке эта 18-метровая башня была самым высоким сооружением в Америке, построенным европейцами. Затем был построен внешний контур фортификационных сооружений, который обнесли длинной стеной.
Крепость оставалась центральной частью испанцами владений и после того, как ими был исследован весь остров. В 1586 году крепость взял штурмом и разграбил знаменитый английский корсар Фрэнсис Дрейк.
В 1608 году были построены парадные ворота, ведущие внутрь комплекса. В 1787 году этот проход перестроили. Новые ворота были названы в честь испанского короля Карла III. Створки изготовили из чёрного дерева, доставленного из Африки.

### XIX—XX века

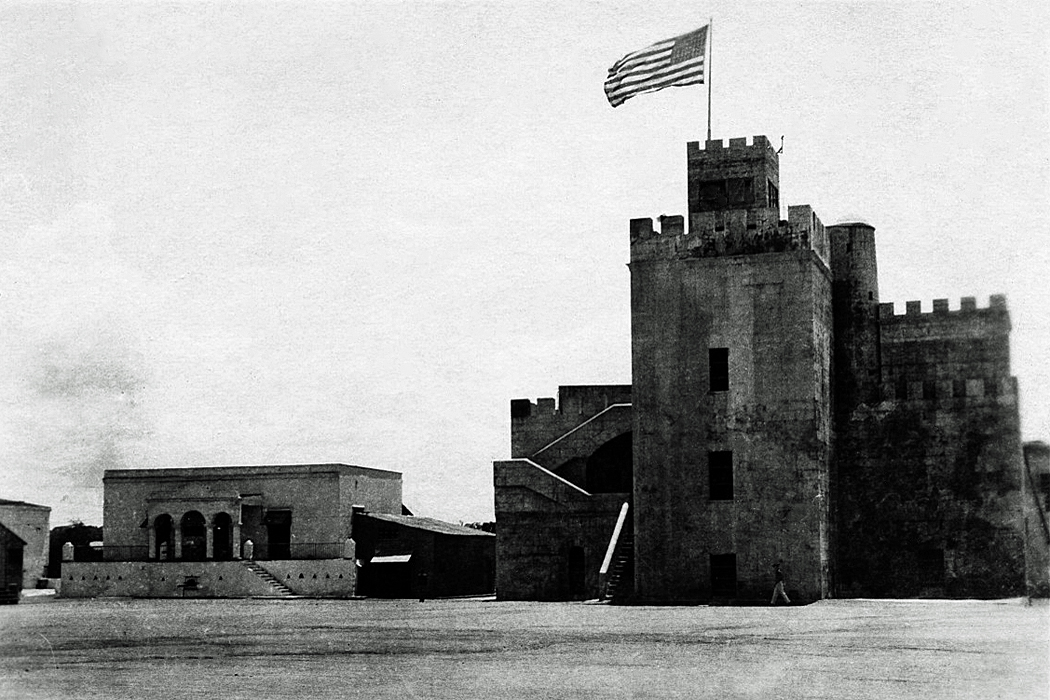
Вид крепости на фотографии 1922 года

Со временем крепость превратилась в главную тюрьму острова. Здесь содержали пойманных пиратов и провинившихся чёрных рабов. В 1900-х годах здесь некоторое время в качестве заключённых находились будущие президенты Доминиканской Республики Хасинто Пейнадо и Орасио Васкес.
В 1937 году по распоряжению доминиканского диктатора Рафаэля Трухильо внешние стены украсили крупными зубцами.
В 1965 году Озама перестала служить тюрьмой. По распоряжению президента Франсиско Альберто Кааманьо предполагалось использовать крепость как музей и территорию отдыха. Территория бывших фортификационных сооружений получила название Plaza de la Constitución и получила статус общественного места.
В створках ворот сохранились следы от пуль, оставшиеся после Доминиканской гражданской войны 1965—1966 годов.

## Описание
Крепость сохранилась практически в том же виде, какой была в XVI веке, что делает её уникальным фортификационным памятником. Стены цитадели достигают толщины двух метров, а внешние — трёх. Раствор, которым скрепляли каменную кладку делали из смеси гипса, глины, извести и крови животных.
Внутри крепости сохранились подземные ходы и темницы, где содержались заключённые.
Перед цитаделью установлена статуя в честь Гонсало Фернандеса де Овьедо-и-Вальдеса, губернатора крепости с 1533 по 1557 год и автора книги Historia General y Natural de las Indias. Статуя была доставлена из Саламанки в 1977 году. Её автором является скульптор Хоакином Вакеро Турсио.

## Галерея

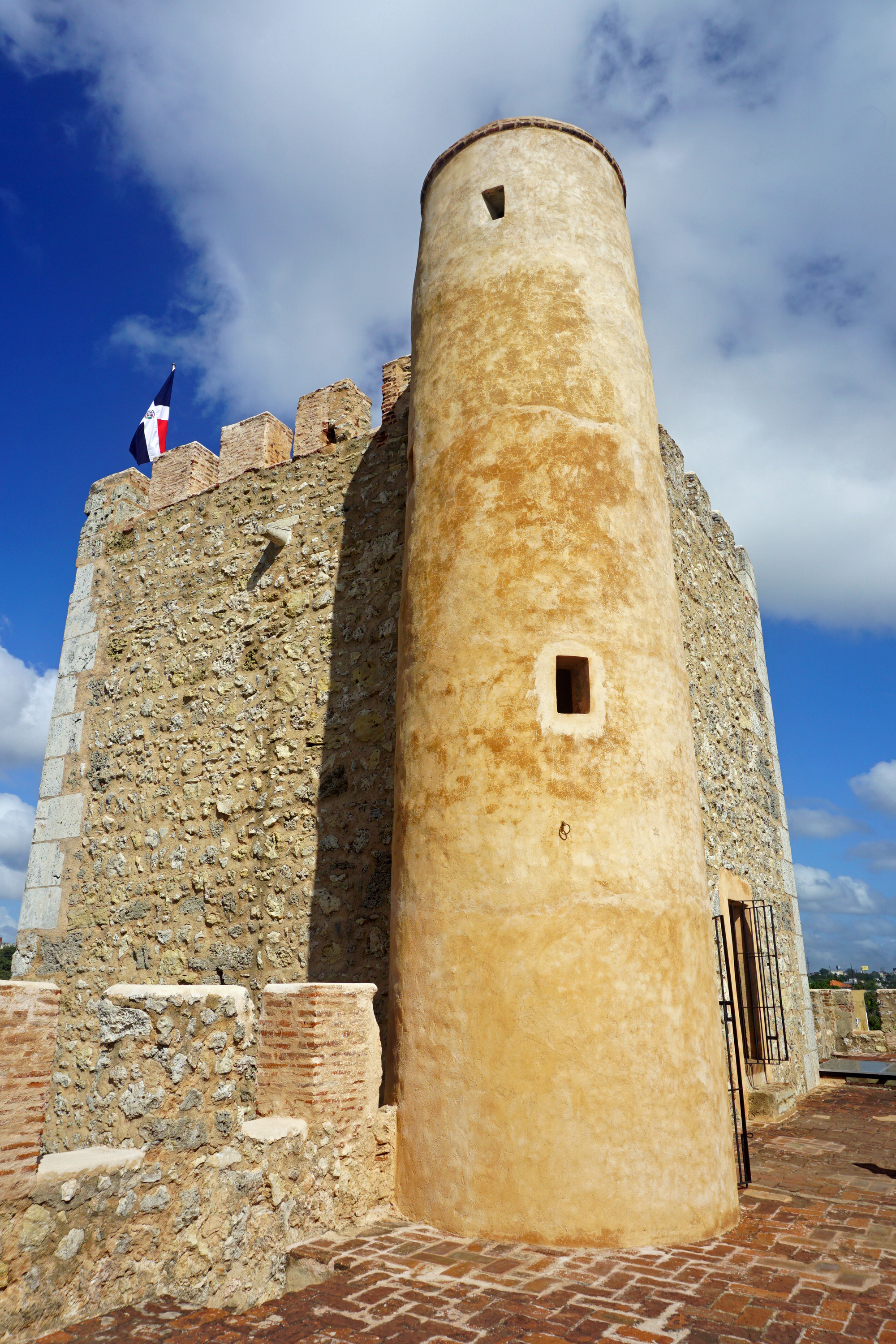
Угловая башня цитадели
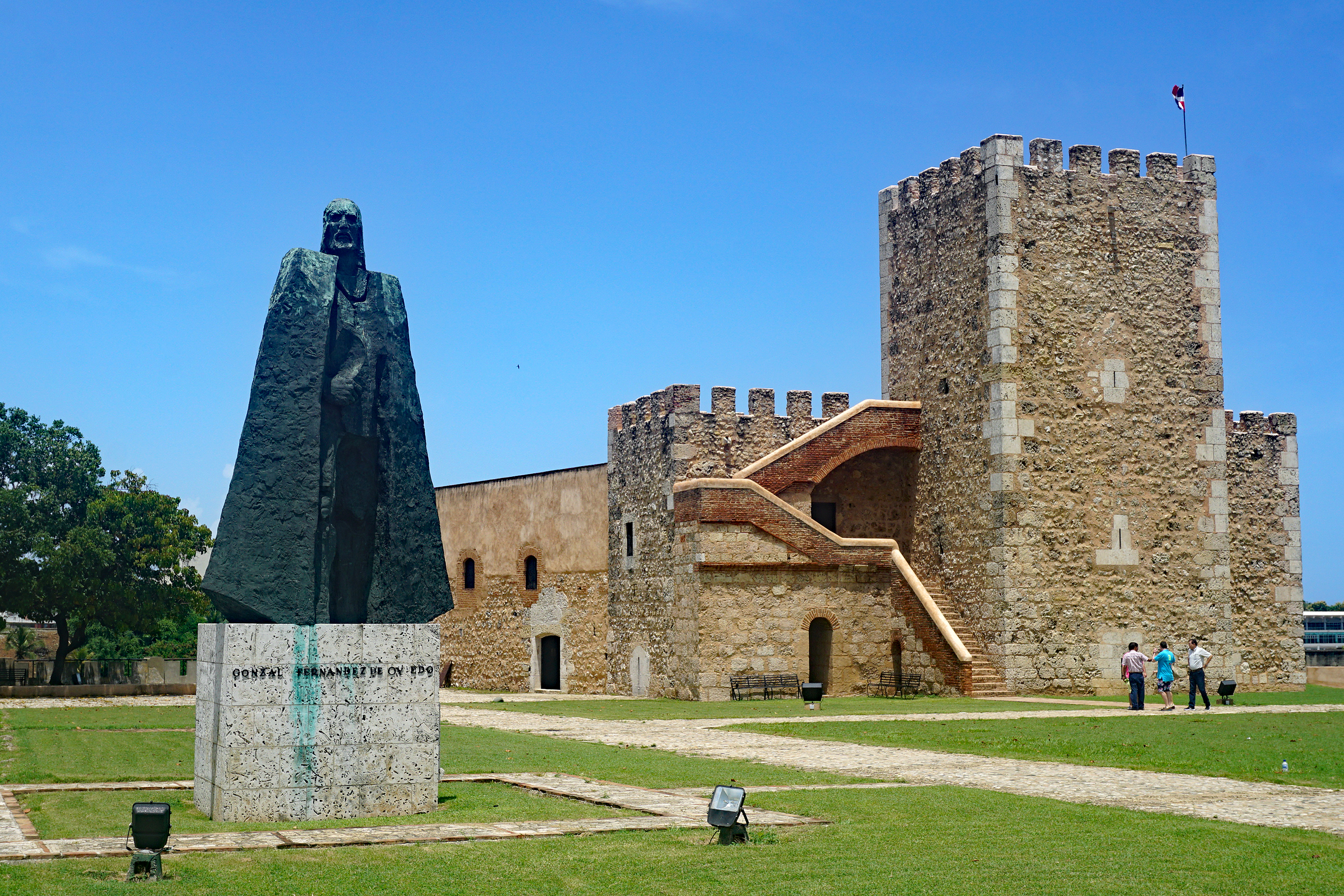
Памятник Гонсало Фернандесу де Овьедо-и-Вальдесу внутри крепости
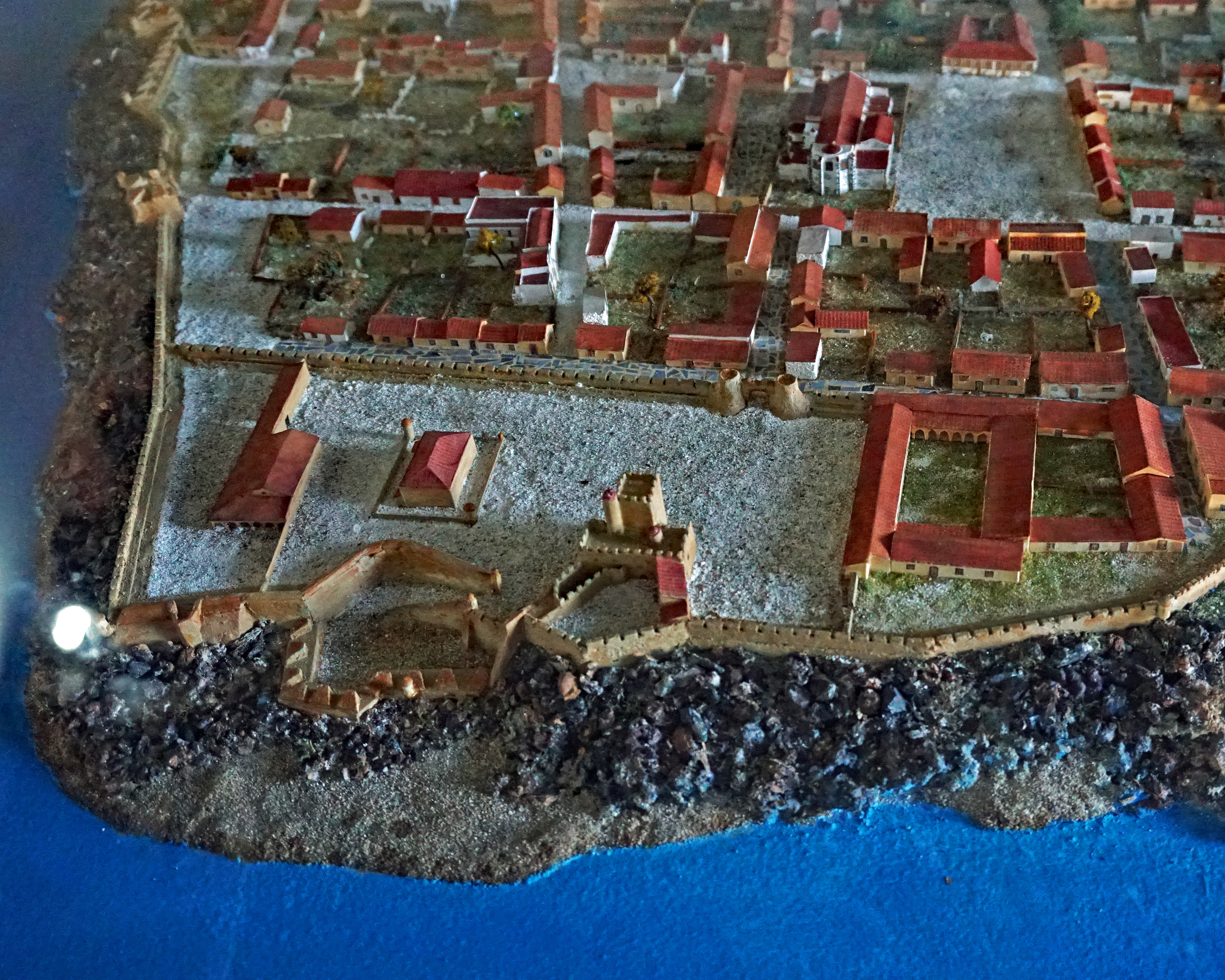
Макет крепости (на XVIII век)
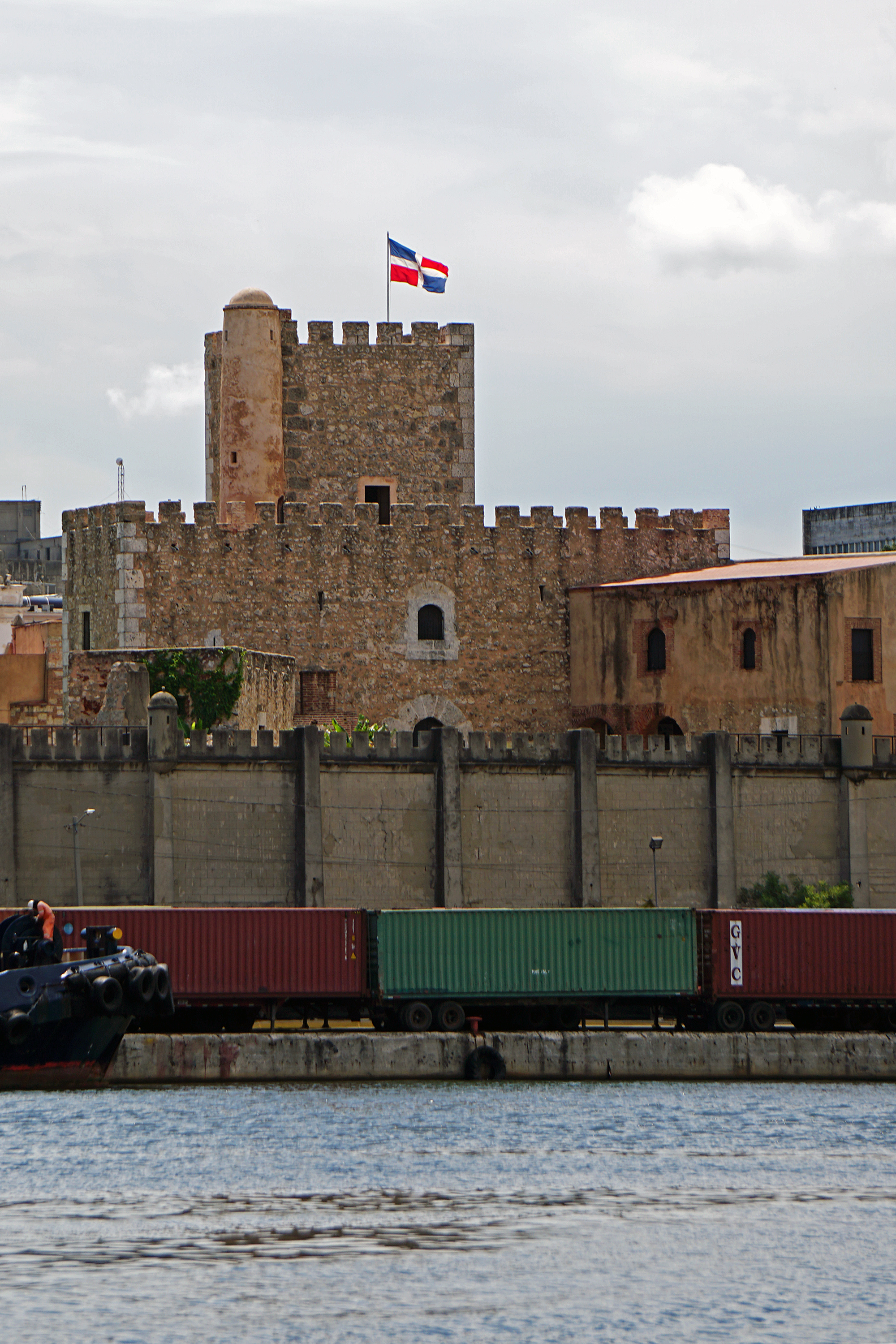
Вид крепости со стороны реки
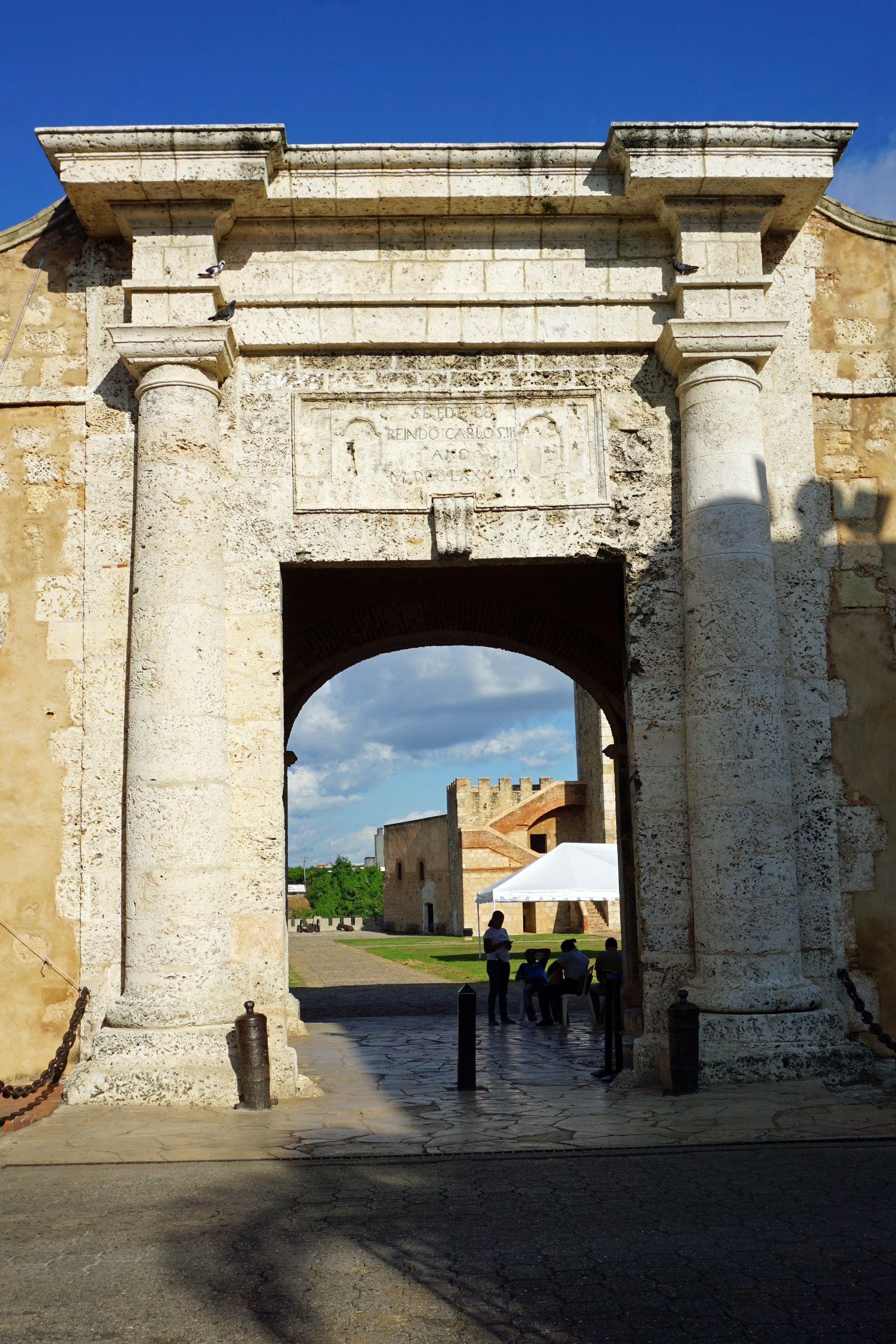
Ворота Карла III